# Cantagallo (Italië)
Cantagallo is een gemeente in de Italiaanse provincie Prato (regio Toscane) en telt 2822 inwoners (31-12-2004). De oppervlakte bedraagt 94,9 km², de bevolkingsdichtheid is 30 inwoners per km².
De volgende frazioni maken deel uit van de gemeente: Fossato, Gavigno, L'Acqua, Luicciana, Migliana, Gricigliana, La Rocca di Cerbaia, Carmignanello, Usella en Il Fabbro.

## Demografie
Cantagallo telt ongeveer 1192 huishoudens. Het aantal inwoners steeg in de periode 1991-2001 met 11,2% volgens cijfers uit de tienjaarlijkse volkstellingen van ISTAT.
| Jaar | Inwoneraantal |
| ---- | ------------- |
| 1991 | 2536          |
| 2001 | 2820          |

## Geografie
De gemeente ligt op ongeveer 423 meter boven zeeniveau.
Cantagallo grenst aan de volgende gemeenten: Barberino di Mugello (FI), Camugnano (BO), Montale (PT), Montemurlo, Pistoia (PT), Sambuca Pistoiese (PT), Vaiano en Vernio.

## Externe link

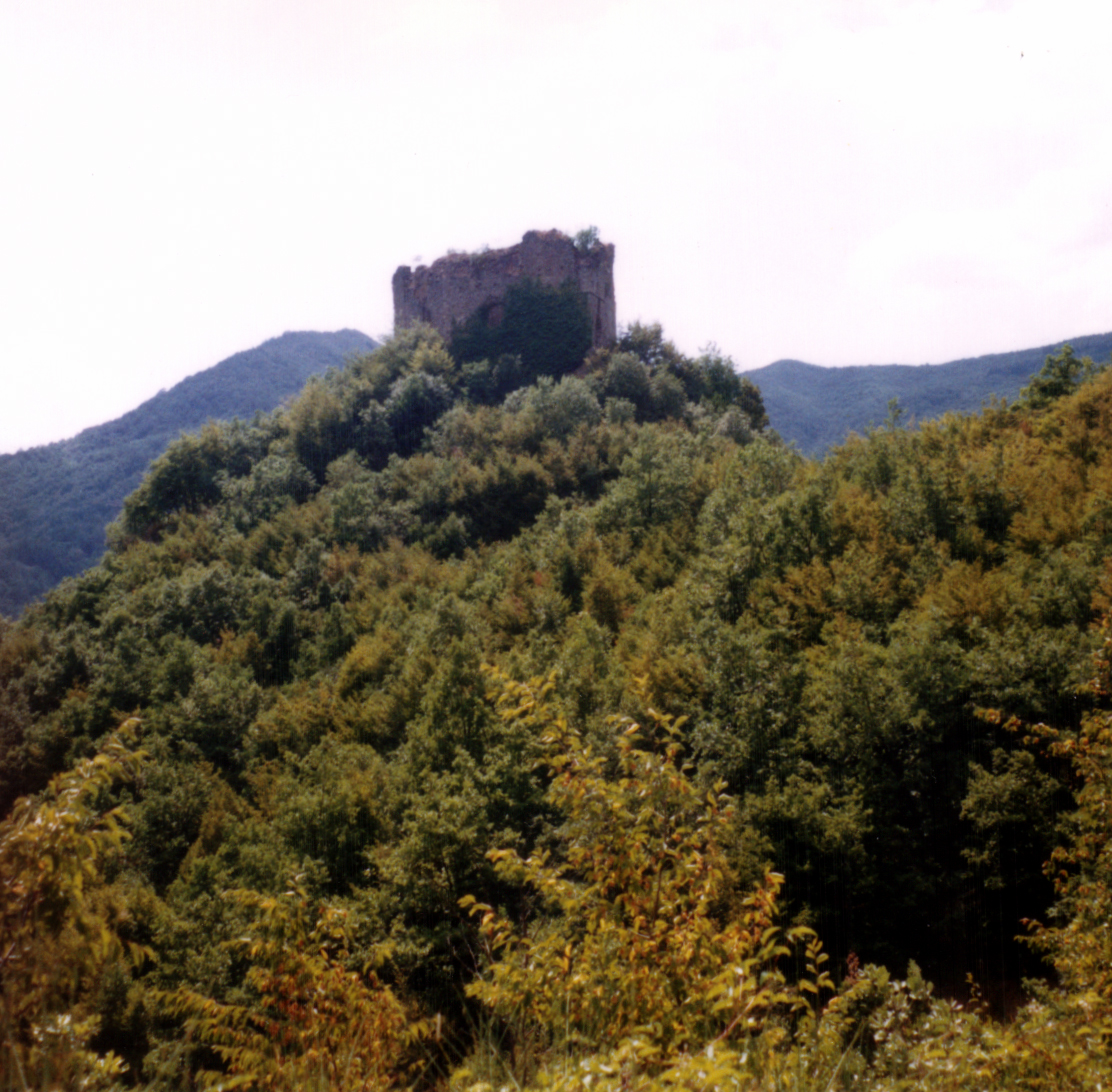
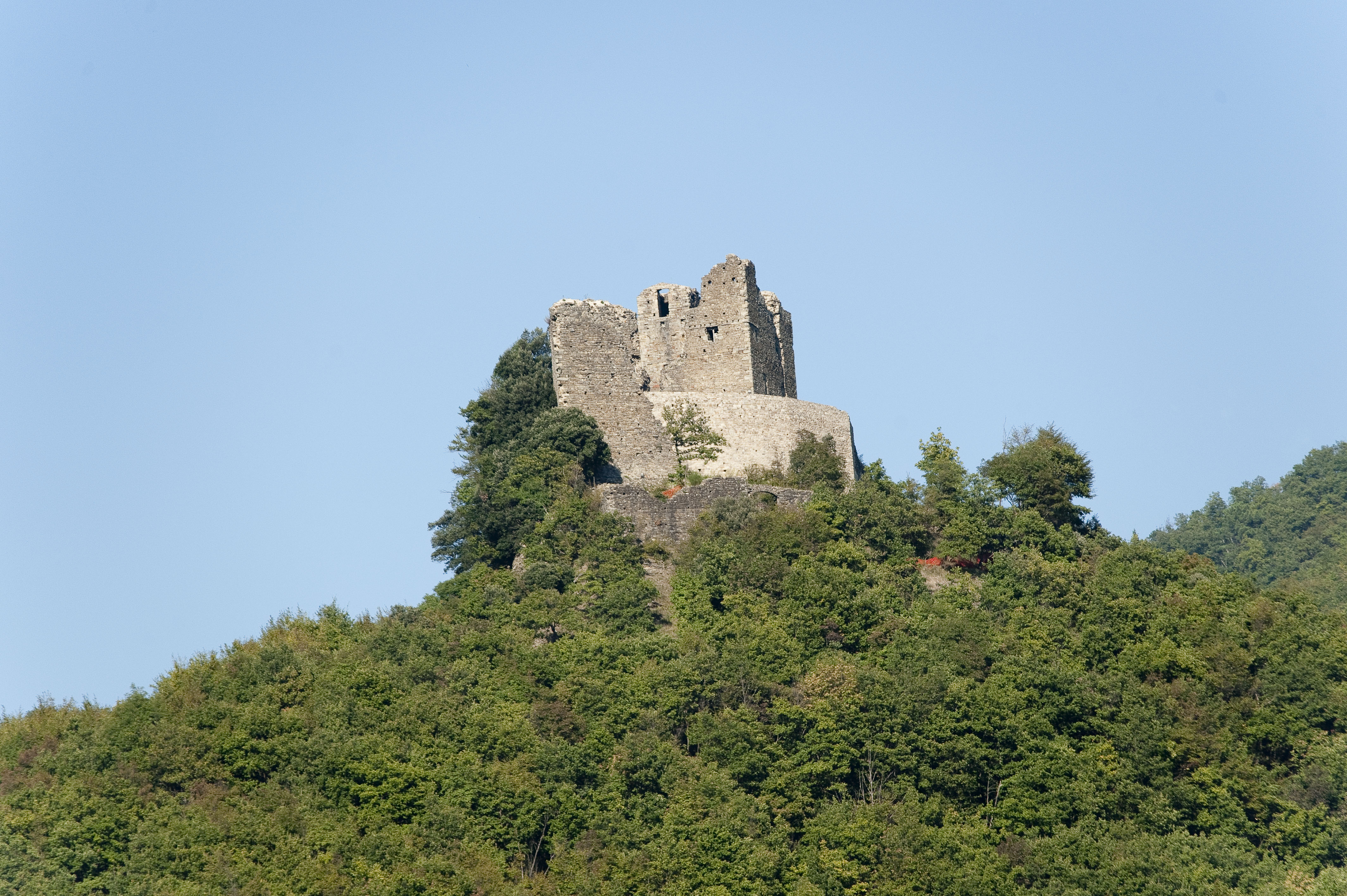
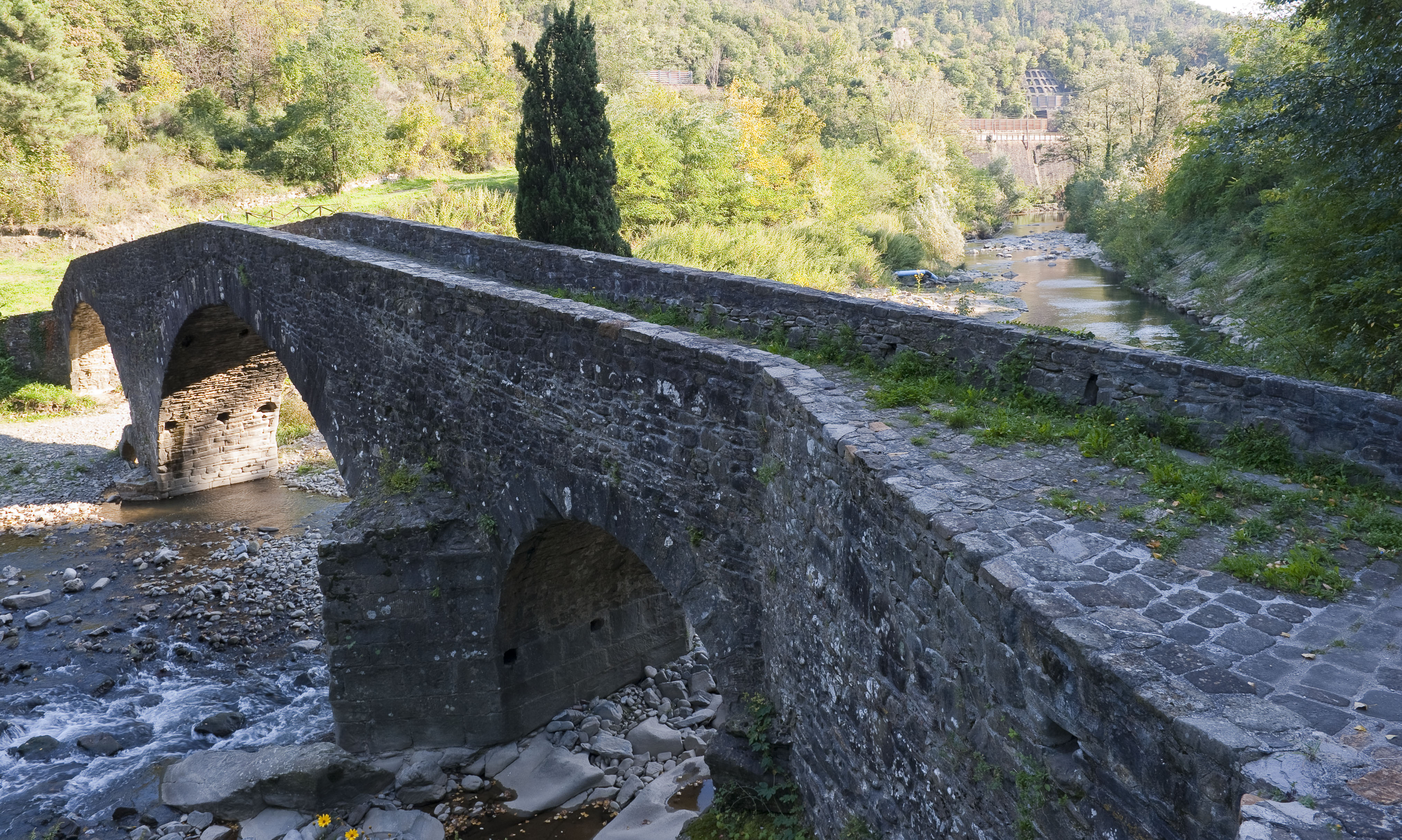